# Iwan Bojcow
Iwan Pawłowicz Bojcow (ros. Иван Павлович Бойцов, ur. 29 lipca 1896 we wsi Czaszczowo w guberni włodzimierskiej, zm. 6 września 1988 w Moskwie) – radziecki działacz partyjny i państwowy, członek KC KPZR (1952-1961).
1914-1915 pomocnik maszynisty, od sierpnia 1915 do grudnia 1917 służył w rosyjskiej armii, od października 1918 do maja 1925 w wojskach kolejowych Armii Czerwonej. Od marca 1919 w RKP(b), od kwietnia do grudnia 1919 słuchacz kursów wojskowo-technicznych w Moskwie, 1927-1928 sekretarz odpowiedzialny Pargołowskiego Rejonowego Komitetu WKP(b) w obwodzie leningradzkim. W 1928 zaocznie ukończył studia na Uniwersytecie Komunistycznym w Leningradzie, a od czerwca 1930 do maja 1932 studiował w Instytucie Czerwonej Profesury. 1929-1930 sekretarz komitetu fabryki im. Engelsa w Leningradzie, 1932-1934 wykładał w Akademii Wojskowo-Politycznej w Leningradzie, 1934-1937 funkcjonariusz partyjny w ludowym komisariacie finansów, od września do grudnia 1937 I sekretarz rejonowego komitetu WKP(b) w Dnie. Od grudnia 1937 do marca 1938 I sekretarz Komitetu Okręgowego WKP(b) w Pskowie, następnie do 1 lipca 1938 p.o. I sekretarza Komitetu Obwodowego WKP(b) w Kalininie (obecnie Twer). Od lipca 1938 do 6 grudnia 1946 I sekretarz Komitetu Obwodowego WKP(b) w Kalininie, od 21 marca 1939 do 5 października 1952 zastępca członka KC WKP(b), a od 14 października 1952 do 17 października 1961 członek KC KPZR. Od października 1941 do lipca 1944 członek Rady Wojskowej Frontu Kalinińskiego, od grudnia 1946 do kwietnia 1956 I sekretarz Stawropolskiego Krajowego Komitetu WKP(b)/KPZR. Od maja 1956 do lipca 1959 zastępca, a od lipca 1959 do maja 1961 I zastępca przewodniczącego Komitetu Kontroli Partyjnej przy KC KPZR. Od maja 1961 do 1962 zastępca przewodniczącego Komisji Kontroli Radzieckiej Rady Ministrów ZSRR, od stycznia 1963 na emeryturze. Deputowany do Rady Najwyższej ZSRR od 2 do 5 kadencji (1937-1962). Pochowany na Cmentarzu Kuncewskim w Moskwie.

## Odznaczenia
- Order Lenina (trzykrotnie)
- Order Rewolucji Październikowej
- Order Przyjaźni Narodów
- Order Wojny Ojczyźnianej I klasy (1 lutego 1945)
- Order Wojny Ojczyźnianej II klasy
- Order Czerwonej Gwiazdy (18 września 1943)